# Arthopyrenia platypyrenia
Arthopyrenia platypyrenia är en lavart som först beskrevs av William Nylander och fick sitt nu gällande namn av Johann Franz Xaver Arnold. 
Arthopyrenia platypyrenia ingår i släktet Arthopyrenia och familjen Arthopyreniaceae.   Inga underarter finns listade i Catalogue of Life.